# Yannick Hanfmann
Yannick Hanfmann (* 13. November 1991 in Karlsruhe) ist ein deutscher Tennisspieler.

## Karriere

### Collegetennis
Nachdem Hanfmann am Otto-Hahn-Gymnasium Karlsruhe mit Abitur abgeschlossen hatte, studierte er an der University of Southern California das Studienfach International Relations, was er 2015 abschloss. Von 2012 bis 2015 spielte er in der NCAA College Tennis.

### Profitour
Hanfmann spielte bislang vor allem auf der ITF Future Tour und der ATP Challenger Tour. Auf der Future Tour konnte er bislang fünf Titel im Einzel und zwei im Doppel gewinnen. In Ismaning konnte er 2017 seinen ersten Titel auf der Challenger Tour gewinnen, indem er im Finale Lorenzo Sonego in drei Sätzen bezwang. Seinen ersten Durchbruch auf der ATP World Tour schaffte Hanfmann mit dem Einzug als Qualifikant ins Viertelfinale bei den BMW Open 2017. Nach dem Erreichen des Achtelfinals in München – erneut aus der Qualifikation und mit Siegen über einige weit besser platzierte Spieler der Weltrangliste – konnte er bei seinem dritten ATP-World-Turnier in Gstaad abermals aus der Qualifikation startend bis ins Finale vordringen, in dem er aber Fabio Fognini in zwei Sätzen unterlag. Nach seinem Triumph in Braunschweig im Juli 2018 schaffte er mit dem 99. Rang zum ersten Mal den Sprung in die Top 100 der Welt.
Durch diese Ergebnisse qualifizierte sich Hanfmann bei den US Open 2018 erstmals für das Hauptfeld eines Grand-Slam-Turniers. Dort unterlag er in der ersten Runde Philipp Kohlschreiber in vier Sätzen. Im darauffolgenden Jahr überstand Hanfmann die Qualifikation der French Open, wo er Rafael Nadal deutlich in drei Sätzen unterlag.
Obwohl Hanfmann 2020 an keinem Grand-Slam Turnier teilnahm, konnte er mit Platz 99 zum ersten Mal das Jahr in den Top 100 beenden. Beim Turnier in Hamburg bezwang er mit Gaël Monfils erstmals einen Top-10-Spieler.
2021 nahm er an allen vier Grand-Slam-Turnieren teil – blieb dort aber sieglos. Bei den Australian Open 2022 schaffte Hanfmann erstmals den Sprung in die zweite Runde, nachdem er Thanasi Kokkinakis in drei Sätzen bezwungen hatte. Danach verlor er erneut gegen Nadal. Für ein weiteres großes Turnier konnte er sich 2022 nicht mehr qualifizieren.
2023 konnte Hanfmann bei den Madrid Open erstmals in die dritte Runde eines Masters-Turniers einziehen. Nach überstandener Qualifikation bezwang er in der zweiten Runde den Italiener Lorenzo Musetti, bevor er Daniel Altmaier unterlag. Noch besser lief es kurz darauf beim Turnier in Rom, wo Hanfmann mit Taylor Fritz zum zweiten Mal einen Top-10-Spieler besiegte. Danach bezwang er den ehemaligen French-Open-Halbfinalisten Marco Cecchinato und zog erstmals ins Achtelfinale eines Masters-Turniers ein. Dort besiegte er mit Andrei Rubljow die Nummer 6 der Welt und zog ins Viertelfinale ein, wo er Daniil Medwedew glatt in zwei Sätzen unterlag.
2024 erreichte Hanfmann die Halbfinals in Kitzbühel und Chengdu. Er verhalf zudem der deutschen Davis-Cup-Mannschaft zur Qualifikation zur Endrunde in Malaga, wo er auch im Kader steht.

### Bundesliga
In der 2. Tennis-Bundesliga trat Hanfmann 2014 und 2015 für den TC Weinheim an, nachdem er für Weinheim bereits seit 2010 in der Regionalliga Süd-West antrat. 2016 spielte er in der 1. Bundesliga ein Jahr für den TK Kurhaus Aachen. Seit 2017 schlägt er in der 1. Tennis-Bundesliga wieder für seinen langjährigen Verein TC Weinheim auf und seit 2023 für den TC Bredeney, mit dem er Deutscher Mannschaftsmeister wurde.

### Davis Cup
Hanfmann debütierte 2017 für die deutsche Davis-Cup-Mannschaft. In der Relegationspartie gegen Portugal kam er im vierten Einzel zum Einsatz, die Partie war zu diesem Zeitpunkt zugunsten Deutschlands bereits entschieden. Er unterlag João Domingues in zwei Sätzen.

## Sonstiges
Hanfmann ist von Geburt an schwerhörig. Den Vornamen Yannick erhielt er wegen des französischen Tennisspielers Yannick Noah. Hanfmann ist mit der ehemaligen belgischen Tennisspielerin Sofie Oyen liiert.

## Erfolge
| Legende (Anzahl der Titel)  |
| Grand Slam                  |
| ATP World Tour Finals       |
| ATP World Tour Masters 1000 |
| ATP World Tour 500          |
| ATP World Tour 250          |
| ATP Challenger Tour (9)     |

| Titel nach Belag |
| Sand (0)         |
| Hartplatz (0)    |
| Rasen (0)        |

### Einzel

#### Turniersiege
| Nr. | Datum            | Turnier      | Belag         | Finalgegner             | Ergebnis       |
| --- | ---------------- | ------------ | ------------- | ----------------------- | -------------- |
| 1.  | 22. Oktober 2017 | Ismaning     | Hartplatz (i) | Lorenzo Sonego          | 6:4, 3:6, 7:5  |
| 2.  | 9. Juni 2018     | Schymkent    | Sand          | Roberto Cid Subervi     | 7:63, 4:6, 6:2 |
| 3.  | 14. Juli 2018    | Braunschweig | Sand          | Jozef Kovalík           | 6:2, 3:6, 6:3  |
| 4.  | 7. Juli 2019     | Ludwigshafen | Sand          | Filip Horanský          | 6:3, 6:1       |
| 5.  | 11. August 2019  | Augsburg     | Sand          | Emil Ruusuvuori         | 2:6, 6:4, 7:5  |
| 6.  | 23. August 2020  | Todi         | Sand          | Bernabé Zapata Miralles | 6:3, 6:3       |
| 7.  | 3. August 2025   | Hagen        | Sand          | Guy den Ouden           | 3:6, 6:2, 6:2  |

#### Finalteilnahmen
| Nr. | Datum              | Turnier   | Belag | Finalgegner       | Ergebnis |
| --- | ------------------ | --------- | ----- | ----------------- | -------- |
| 1.  | 30. Juli 2017      | Gstaad    | Sand  | Fabio Fognini     | 4:6, 5:7 |
| 2.  | 13. September 2020 | Kitzbühel | Sand  | Miomir Kecmanović | 4:6, 4:6 |

### Doppel

#### Turniersiege
| Nr. | Datum          | Turnier      | Belag | Partner        | Finalgegner                 | Ergebnis  |
| --- | -------------- | ------------ | ----- | -------------- | --------------------------- | --------- |
| 1.  | 7. April 2018  | Panama-Stadt | Sand  | Kevin Krawietz | Nathan Pasha Roberto Quiroz | 7:64, 6:4 |
| 2.  | 15. April 2018 | Mexiko-Stadt | Sand  | Kevin Krawietz | Luke Bambridge Jonny O’Mara | 6:2, 7:63 |

## Abschneiden bei Grand-Slam-Turnieren

### Einzel
| Turnier         | 2017 | 2018 | 2019 | 2020 | 2021 | 2022 | 2023 | 2024 | 2025 | Karriere |
| --------------- | ---- | ---- | ---- | ---- | ---- | ---- | ---- | ---- | ---- | -------- |
| Australian Open | —    | Q2   | —    | Q2   | 1    | 2    | 1    | 1    | 1    | 2        |
| French Open     | —    | Q2   | 1    | —    | 1    | Q1   | 2    | 1    | 1    | 2        |
| Wimbledon       | Q2   | Q1   | Q3   |      | 1    | Q2   | 1    | 1    | Q2   | 1        |
| US Open         | Q2   | 1    | Q1   | —    | 1    | Q1   | 1    | Q1   |      | 1        |

Zeichenerklärung: S = Turniersieg; F, HF, VF, AF = Einzug ins Finale / Halbfinale / Viertelfinale / Achtelfinale; 1, 2, 3 = Ausscheiden in der 1. / 2. / 3. Hauptrunde; Q1, Q2, Q3 = Ausscheiden in der 1. / 2. / 3. Qualifikationsrunde; nicht ausgetragen

### Doppel
| Turnier         | 2021 | 2022 | 2023 | 2024 | Karriere |
| --------------- | ---- | ---- | ---- | ---- | -------- |
| Australian Open | 2    | —    | —    | HF   | HF       |
| French Open     | —    | —    | —    | 2    | 2        |
| Wimbledon       | —    | —    | 1    | —    | 1        |
| US Open         | —    | —    | —    | —    | —        |